# Brănișca
Brănișca is een dorp in de regio Transsylvanië, in het Roemeense district Hunedoara. Het dorp ligt aan de rechteroever van de Mureș. In het dorp staat een fort uit de 14e eeuw, dat in 1550 als kasteel in renaissancestijl werd bewoond door de familie Martinuzzi. In het kasteelpark staan antieke artefacten uit Micia en Sarmizegetusa.